# Pokolj u Prekopi
Pokolj u  Prekopi se dogodio 12. svibnja 1941. Pokolj je izvršen nad srpskim seljacima iz okolice Gline u Nezavisnoj Državi Hrvatskoj. Procjene ukupnog broja ubijenih Srba 12. svibnja kreću se od 260 do 582.

## Pozadina
Prema popisu iz 1931. u Glini je živjelo 2.315 ljudi. 1941. popis nije objavljen zbog rata i u to je vrijeme Glina mogla imati 2800 ljudi. Više od polovice bili su Hrvati katolici. Na temelju ovih podataka, u travnju 1941. broj Srba mogao je biti između 450 i 500 muškaraca u dobi od šesnaest do šezdeset godina. Mirko Puk, koji je bio član ustaške grupe, bio je poznat u Glini kao čovjek s najdubljom ukorijenjenom netolerancijom. Ministar pravosuđa NDH postao je 16. travnja 1941. Ideja za pokolj nad Srbima u Glini od 12. svibnja prema relevantnim izvorima bila je isključivo njegova.

## Dovođenje žrtava
Dana 12. svibnja 1941. godine ustaška grupa predvođena Pukom uhvatila je grupu srpskih muškaraca iz Gline i zatočila ih bez obzira na zanimanje ili klasu te ih zatvorila u malom prostoru bivše zgrade žandarmerije. Katolički svećenik iz Gline u to je vrijeme Franc Žužek napisao da su  "12. svibnja svi glinski Srbi zarobljeni i zatočeni preko noći, dok su sutradan strijeljani u Prekopi gdje su seljani morali kopati grobove ". Prema Slavku Goldsteinu gotovo svi Srbi, tj. Između 300 i 400 je ubijeno, a oko 100 ljudi je preživjelo zbog različitih okolnosti. Žrtve su dovedene kamionima pred veliku jamu i tamo ubijene. Prema Goldsteinu ubijeni su primarno vatrenim oružjem dok britanski povjesničar Rory Yeomans tvrdi da su isti ubijeni sjekirama, noževima, maljevima i kosama. Ovaj zločin prethodio je zločinu u  Glini tri mjeseca kasnije gdje je prema Goldsteinu ubijeno oko 100 Srba. Među žrtvama je bio glinski paroh i prota Bogdan Opačić. Jedini preživjeli iz ovog pokolja bio je Nikica Samardžija, koji je uspio pobjeći te je kasnije povodom tih događanja svjedočio na suđenju ratnim zločincima u Glini.